# Herman Jeremias Nieboer
Herman Jeremias Nieboer (Hengelo, 19 januari 1873 – 's-Gravenhage 16 november 1920) was een politcus van de Sociaal-Democratische Arbeiderspartij (SDAP).
Nieboer werd in 1873 geboren als zoon van de notaris Willem Nieboer en Cornelia Sara Siblesz. Hij trouwde in 1908 in Rotterdam met Maria Nijgh.
Hij studeerde rechten aan de Universiteit van Utrecht. In 1896 slaagde hij voor zijn doctoraal examen. In 1910 promoveerde hij op een dissertatie getiteld "Slavery as an Industrial System". Tien jaar later bracht hij een gewijzigde editie uit waarbij hij zijn aanvankelijke kritiek op het socialisme verwijderde. Dat had te maken met zijn gewijzigde politieke opvattingen. Vanuit een conservatief-liberale hoek was hij overgestapt naar de sociaal-democratie. Na een vrij korte ambtelijke loopbaan bij onder andere de gemeente Rotterdam werd hij raadslid en fractievoorzitter voor de SDAP in Den Haag en lid van Provinciale Staten. Hij overleed op 47-jarige leeftijd als gevolg van een verkeersongeluk.
Naar hem werd in Scheveningen de Nieboerweg genoemd. Op het Moerbeiplein in Den Haag staat de Nieboer-bank.